# (18635) Frouard
(18635) Frouard (1998 EX1) – planetoida z pasa głównego asteroid okrążająca Słońce w ciągu 4,06 lat w średniej odległości 2,54 j.a. Odkryta 2 marca 1998 roku.